# Butot-Vénesville
Butot-Vénesville è un comune francese di 262 abitanti situato nel dipartimento della Senna Marittima nella regione della Normandia.

## Società

### Evoluzione demografica
Abitanti censiti